# Miles christianus
Miles christianus (lateinisch für „christlicher Soldat“; auch Miles Christi oder Miles Dei, „Soldat Christi“, „Soldat Gottes“, sowie „Militia Christi“) ist eine Bezeichnung für die Sichtweise eines Christen als Kämpfer, Streiter oder Kriegsmann Jesu Christi in der Welt.

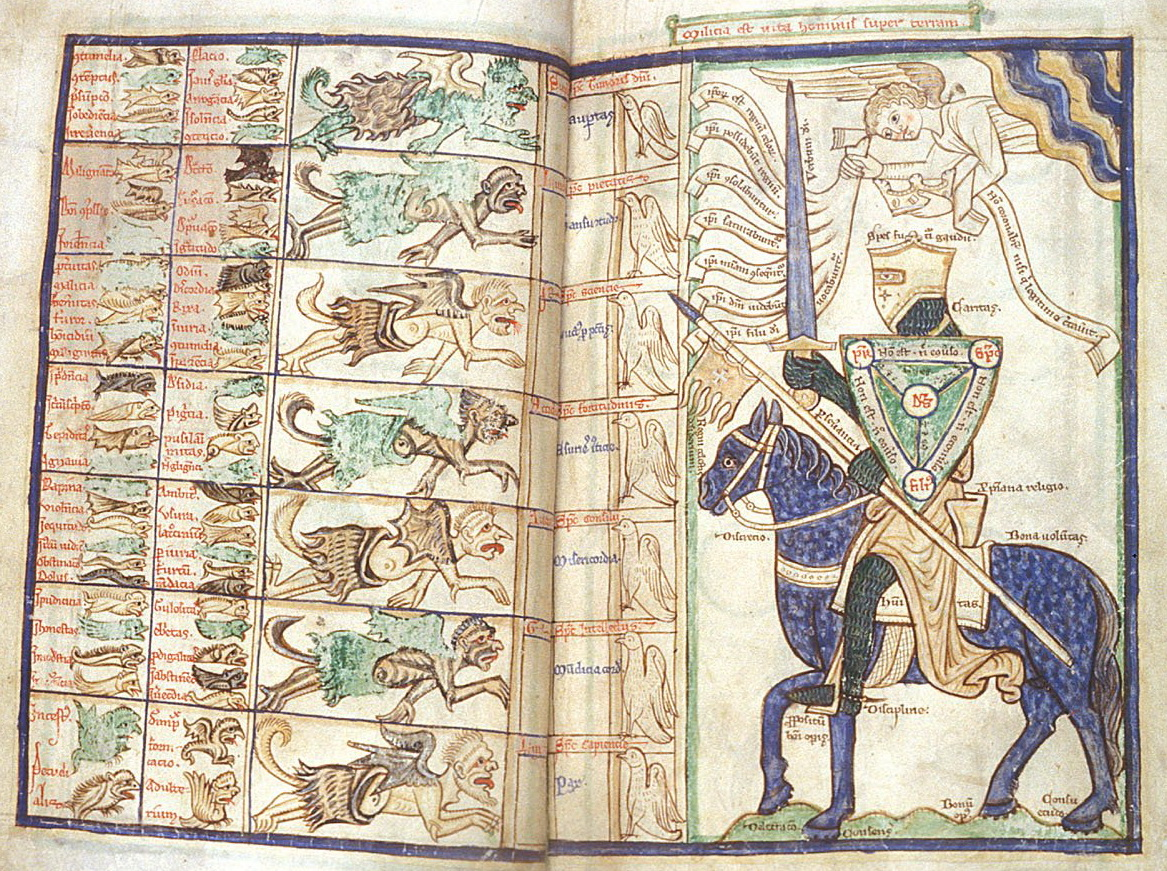
Der Miles christianus in emblematischer Waffenrüstung vereint mit den sieben Tugenden im Kampf gegen die sieben Todsünden (links), Peraldus: Summa de virtutibus et vitiis, (ca. 1230) British Library, Harleian MS 3244 ff. 27v–28

## Neues Testament und Urchristentum

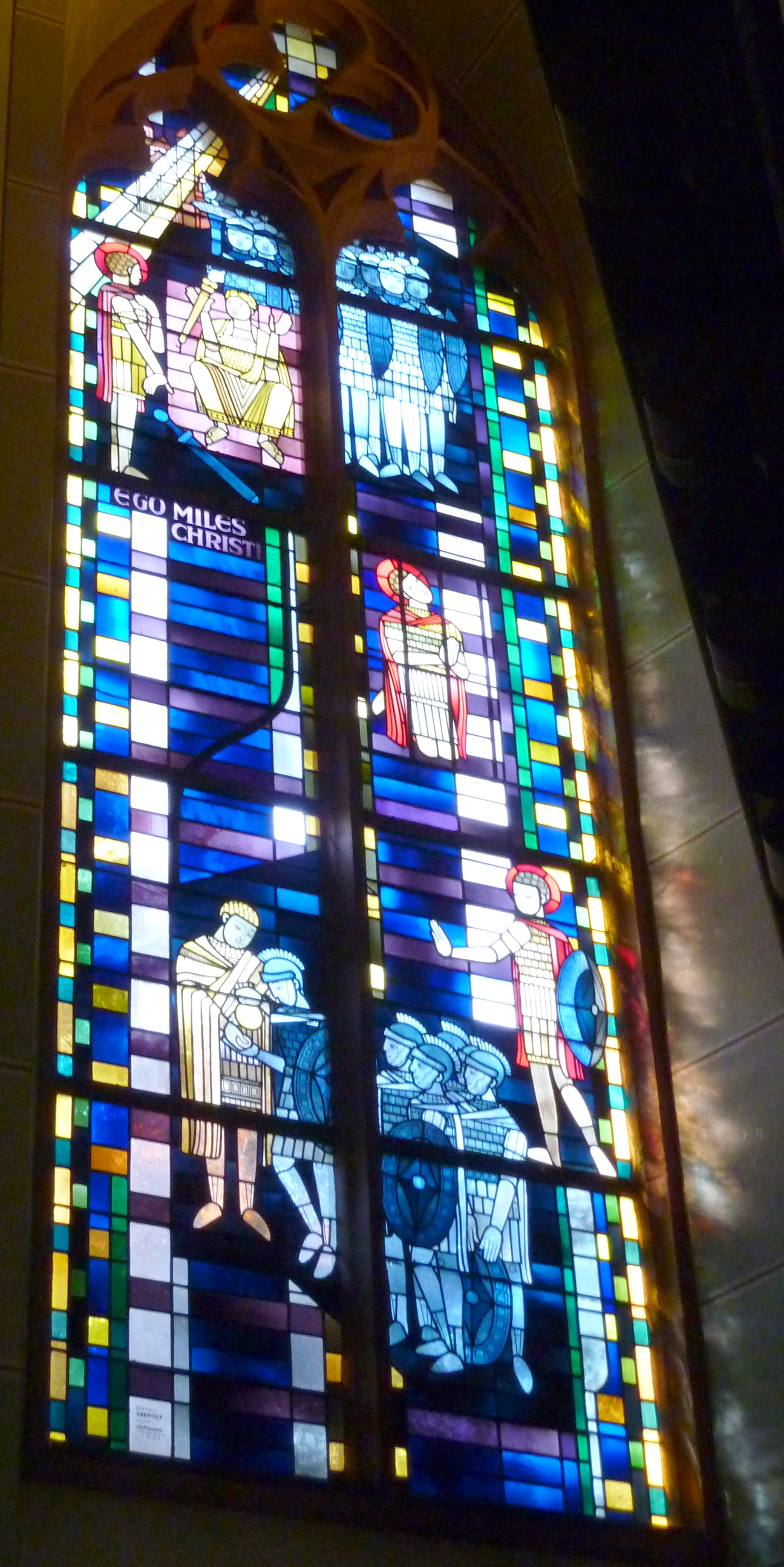
Martin von Tours als „miles christi“, Glasfenster St. Martinus (Kirchheim)

Die Überlieferung sieht für die Jünger Jesu eine kriegerische Veränderung der Zustände oder eine gewaltsame Herbeiführung eines messianisch handelnden Erlösers nicht vor. Gleichwohl entfalten die Briefe des Apostels Paulus und die das Leben als Militia spiritualis begreifende Stoa Anklänge an soldatische oder kämpferische Metaphorik. Dazu zählen im übertragenen Sinne auch Waffen, wie etwa die „Waffen der Gerechtigkeit“ oder die „Waffen des Lichts“ (Röm 13,12 ), der „Panzer des Glaubens und der Liebe“ (1 Thess 5,8 ) oder die „Waffenrüstung Gottes“; das „Gürten mit Wahrheit, den Schild des Glaubens“ gegen die „feurigen Geschosse des Bösen“, den „Helm des Heils“ und das „Schwert des Geistes“ (Eph 6,13–17 ); sowie auch der geistliche Streiter, Soldat oder Kämpfer (2 Kor 10,3–6 ), (2 Tim 2,3f. ), der zwar in der Welt lebe, der aber nicht mit den Waffen dieser Welt kämpfe. Der nicht zum Kanon gehörende erste Clemensbrief bezeichnet alle Christen als Streiter Christi: „Seid streitsüchtig, Brüder, und Eiferer – für das, was zum Heil dient!“ (1 Clem 37).
Im Weiteren findet sich bei Origenes die Kennzeichnung der christlichen Asketen als „Soldaten Christi“. Mit den Schriften Tertullians, Cyprians und den Märtyrerakten verbreitete sich die kämpferische Metaphorik weit in die christliche Latinität (sacramentum, statio, vexilla, signum, donativum). So beschrieb Facundus von Hermiane Athanasius den Großen als Magister militiae Christi, so dass im 6. Jahrhundert die Benediktiner als geistlichen Grundsatz schließlich programmatisch formulierten: „Wir müssen unser Herz und unseren Leib zum Kampf rüsten, um den göttlichen Weisungen gehorchen zu können.“
In der frühen Kirche kam hingegen für Christen eine Beteiligung am Militär wegen des damit verbundenen Kaiserkultes oftmals nicht in Betracht (siehe auch: Kriegsdienstverweigerung in der Spätantike).

## Mittelalter
Im 10. bzw. 11. Jahrhundert wandelte sich die Deutung des christlichen Streiters von der geistlichen Metapher zum wörtlich verstandenen „christlichen Ritter“ und „Soldaten Gottes“. Zunächst übte der Ritter in der Gottesfriedensbewegung als bewaffneter Friedensgarant von Kirche und Gläubigen eine weltliche Gewaltfunktion aus.
Im Zuge der aufkommenden Klosterreformen und des Investiturstreits sah sich Papst Gregor VII. veranlasst, den Begriff Militia christiana und die paulinische Rede vom „guten Kämpfer Christi“ auf die bewaffneten Kräfte der Milites sancti Petri zu konzentrieren. Das Papsttum bediente sich nunmehr des Adels, der unter Einsatz militärischer Gewalt weltliche römische Interessen durchsetzen sollte.
In seinem Aufruf zum ersten Kreuzzug 1095 verlieh Papst Urban II. den Soldaten die ehrenvolle Bezeichnung Milites Christi. Damit einher ging die Institutionalisierung von Riten zur „Verteidigung und Schutz […] für Kirchen, Witwen und Waisen, für alle Diener Gottes gegen das Wüten der Heiden“, wobei der kirchliche Schwertsegen und die weltliche Schwertleite rituell verschmolzen. Die Milites christiani etablierten sich nunmehr in den geistlichen Ritterorden (Johanniter, Deutscher Orden), zum Schutz der Pilger und zum Kampf gegen die Ungläubigen, wobei die Militarisierung der Orden auf die 1145 mit der Bulle Militia Dei bestätigten Templer zurückgeht, zu denen unter anderem der Schwertbrüderorden zählte.
Der hl. Bernhard (1091–1153) unterschied in seiner Schrift Liber ad milites templi de laude novae militiae über die Neugründung des Templerordens zwischen Militia saecularis („weltlichen Streitern“) und Militia Christi („christlichen Streitern“).
Der von manchen Märtyrern der frühen Kirche überlieferte Kult um sogenannte Soldatenheilige verbreitete sich im Mittelalter weiter. In den Viten von Heiligen wie Mauritius, Sebastian, Georg und Johanna von Orleans flossen teils geistliche, teils soldatische Tugenden zusammen.

## Neuzeit
Durch die Erfahrung der Kreuzzüge diskreditiert und durch die einsetzende Säkularisierung der weltlichen Herrschaft verblasste das Bild vom Miles christianus im wörtlichen Sinne. Die geistlichen Ritterorden verlegten ihr Wirken in den karitativen Bereich.
Der hl. Ignatius, wandte Prinzipien der militärischen Disziplin auf die Ausarbeitung seiner Exerzitien und die Gründung der Gesellschaft Jesu an. „Wer immer in unsrer Gesellschaft, die wir nach dem Namen Jesu benannt wissen möchten, unter der Fahne des Kreuzes für Gott streiten und allein dem Herrn und seinem Stellvertreter auf Erden, dem römischen Papste, dienen will“ […]. Auf der anderen Seite begegnet der Gedanke in Allegoresen oder in Liedern wie Vorwärts Christi Streiter bzw. Mir nach, spricht Christus, unser Held, im Pietismus, der Erweckungsbewegung und auch in Strukturen des Methodismus im 19. Jahrhundert. Als augenfällige zeitgenössische Spielart der Anwendung soldatischer Metaphorik gelten die Heilsarmee und die Legionäre Christi.